# Семушинское сельское поселение
Семушинское сельское поселение — муниципальное образование в составе Зуевского района Кировской области России.
Центр — посёлок Семушино.

## История
В начале 1920-х годов в составе Селезеневской волости Вятского уезда был образован Семушинский сельсовет. По переписи 1926 года население сельсовета составляло 2075 человек, в него входили 27 населённых пунктов: деревни Бритово, Вогулец, Голодаево, Ново-Горбуновский, Гущенки, Злобачи, Илаши, Касатенки, Короли, Костоломы, Лялинцы, Мощи, Ожеговская, Пустая, Самары, Семушино, Собакины, Суренки, Терюхи, Тришинцы, Тяглая; хутора Голодаевский, Мушкарица, Тяглая; починки Вогулец, Гришиха; полуказарма на 85 км; разъезд № 7 86 км. С 1929 года Семушинский сельсовет — в составе Зуевского района. В 1950 году в составе сельсовета числилось 15 населённых пунктов с населением 1395 чел. По данным 1978 года в состав сельсовета были включены упразднённые Бельницкий и Волчьетроицкий сельсоветы, таким образом Семушинский сельсовет включал 30 населённых пунктов. В 1997 году Семушинский сельсовет преобразован в Семушинский сельский округ в составе 16 населённых пунктов.
1 января 2006 года в соответствии с Законом Кировской области от 07.12.2004 № 284-ЗО образовано Семушинское сельское поселение, в него вошла территория бывшего Семушинского сельского округа.

## Население
| 2010 | 2012  | 2013  | 2014  | 2015 | 2016 | 2017 |
| ---- | ----- | ----- | ----- | ---- | ---- | ---- |
| 1145 | ↘1087 | ↘1055 | ↘1006 | ↘998 | →998 | ↘977 |
| 2018 | 2019  | 2020  | 2021  |      |      |      |
| ↘974 | ↘939  | ↘928  | ↘804  |      |      |      |

## Состав сельского поселения
В состав поселения входят 16 населённых пунктов:
| №  | Населённый пункт | Тип населённого пункта          | Население |
| -- | ---------------- | ------------------------------- | --------- |
| 1  | Ардаши           | деревня                         | 36        |
| 2  | Ардаши           | железнодорожная станция         | 174       |
| 3  | Барменки         | деревня                         | 0         |
| 4  | Бельник          | деревня                         | 41        |
| 5  | Береговой        | остановочная платформа          | 0         |
| 6  | Волчье           | село                            | ↘78       |
| 7  | 1040 км          | железнодорожная казарма         | 6         |
| 8  | 1041 км          | железнодорожная казарма         | 3         |
| 9  | Косинка          | деревня                         | 28        |
| 10 | Семушино         | посёлок, административный центр | ↘616      |
| 11 | Ожеговцы         | деревня                         | 15        |
| 12 | Рехино           | посёлок                         | 36        |
| 13 | Рехино           | железнодорожная станция         | 27        |
| 14 | Ряхи             | деревня                         | 67        |
| 15 | Семенки          | деревня                         | 10        |
| 16 | Собаконки        | деревня                         | 8         |